# Erzbistum Monreale
Das Erzbistum Monreale (lat.: Archidioecesis Montis Regalis, ital.: Arcidiocesi di Monreale) ist eine auf Sizilien gelegene Diözese der römisch-katholischen Kirche in Italien.
Es gehört zur Kirchenprovinz Palermo in der Kirchenregion Sizilien und ist ein Suffraganbistum des Erzbistums Palermo.

## Geschichte
Das Erzbistum Monreale wurde 1183 durch Papst Lucius III. auf Betreiben des Königs Wilhelm II. und seines Vizekanzlers Matheus als politisches Gegengewicht zum Erzbistum Palermo, dessen Bischof nach altem Recht vom Domkapitel gewählt und nicht vom König bestimmt wurde, errichtet. Grundlage war das 1176 von Wilhelm II. gegründete Kloster S. Maria Nuova.
Bis zum 2. Dezember 2000 war es Metropolitansitz der Kirchenprovinz Monreale, die von Johannes Paul II. durch die Apostolische Konstitution Ad maiori consulendum aufgelöst wurde. Das Erzbistum Monreale wurde dann ein Suffraganbistum des Erzbistums Palermo, behielt aber seinen Status als Erzbistum bei.

## Einzelnachweise

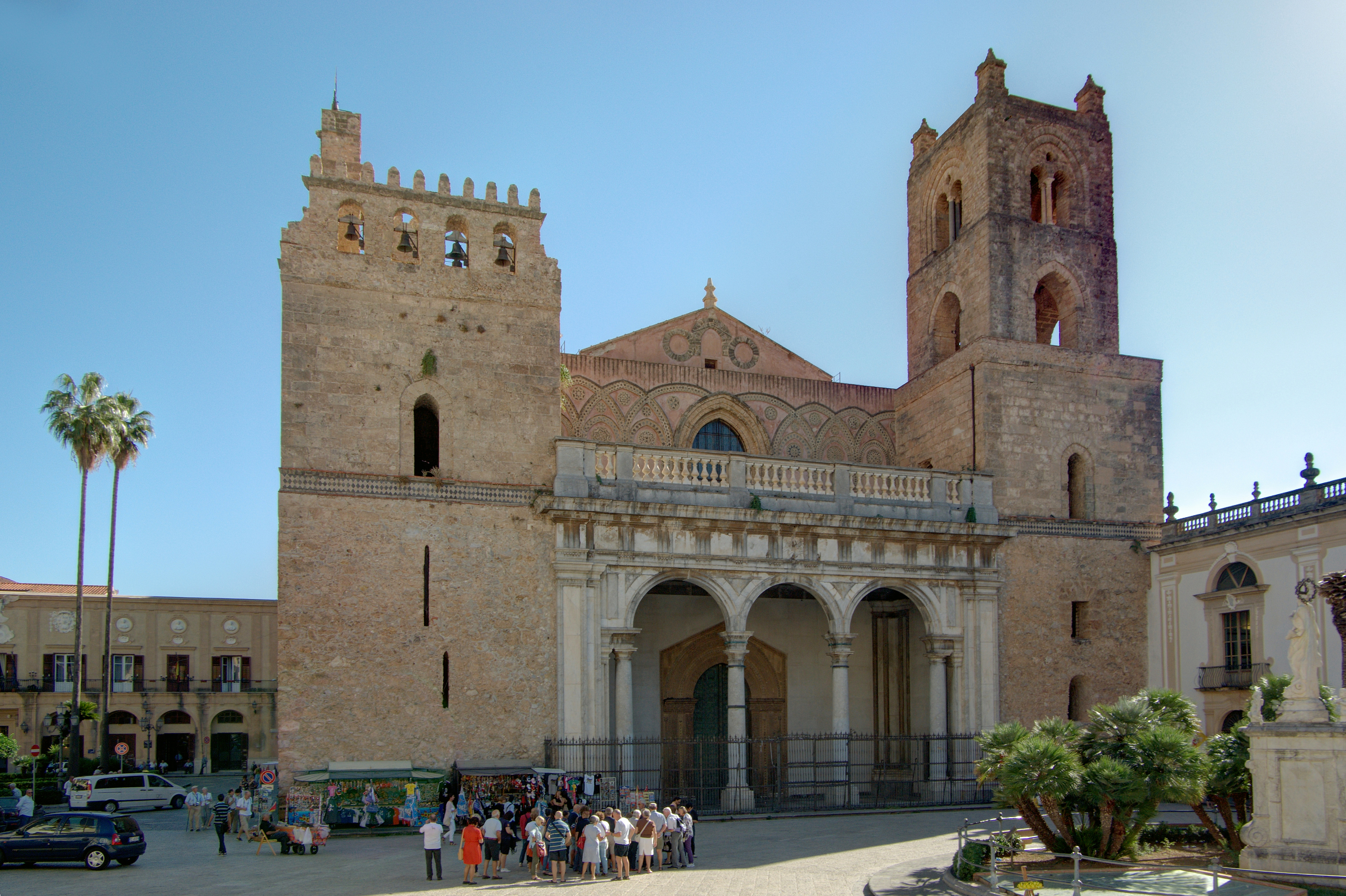
Kathedrale Santa Maria La Nova